# Theo Bechteler
Theodor „Theo“ Bechteler (* 8. Februar 1903 in Immenstadt; † 22. Juni 1993 in Augsburg) war ein deutscher Bildhauer und Kunstmaler.

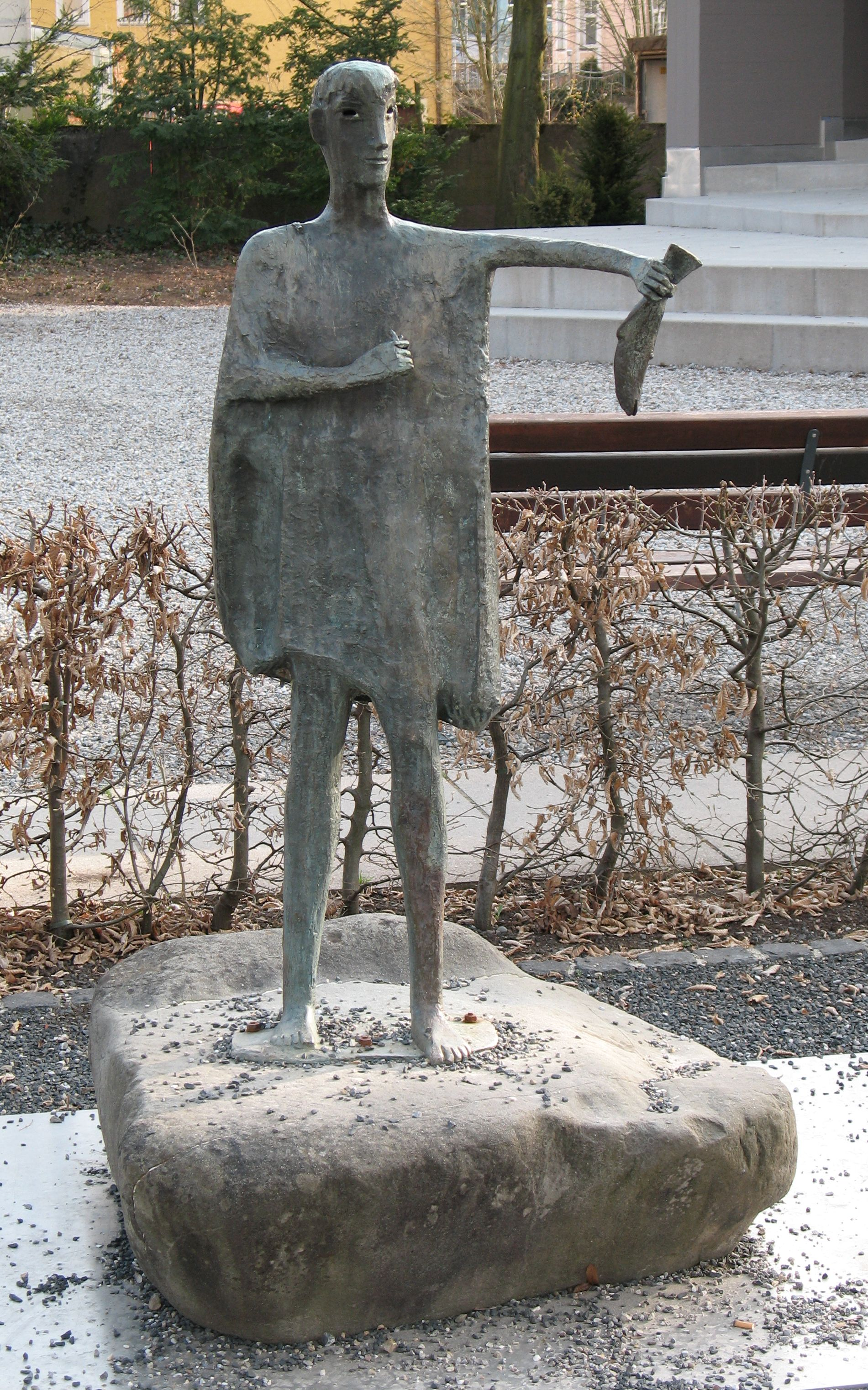
Der Fischer, Hofgartenanlage, Immenstadt

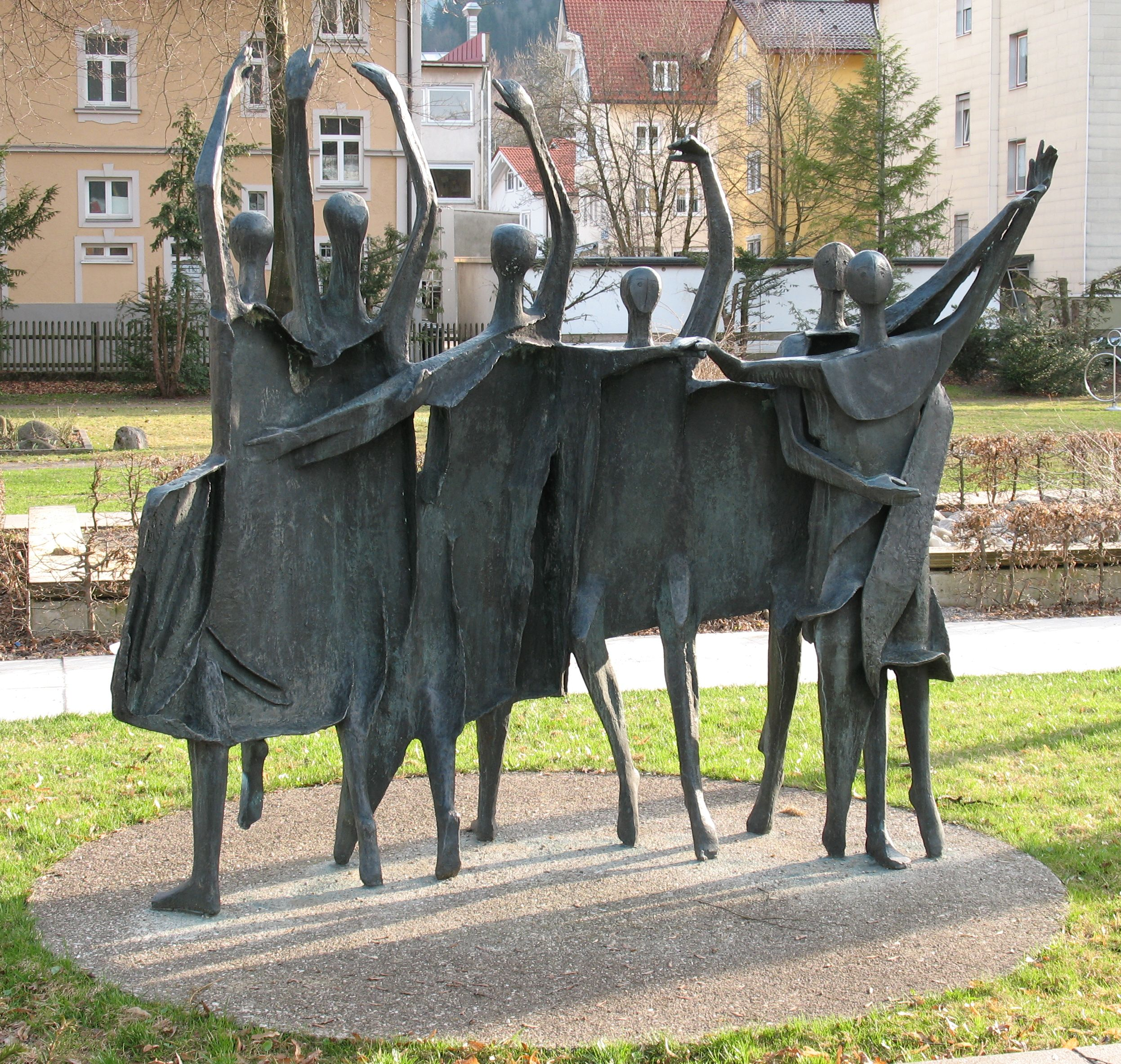
Tanzfiguration, Hofgartenanlage, Immenstadt

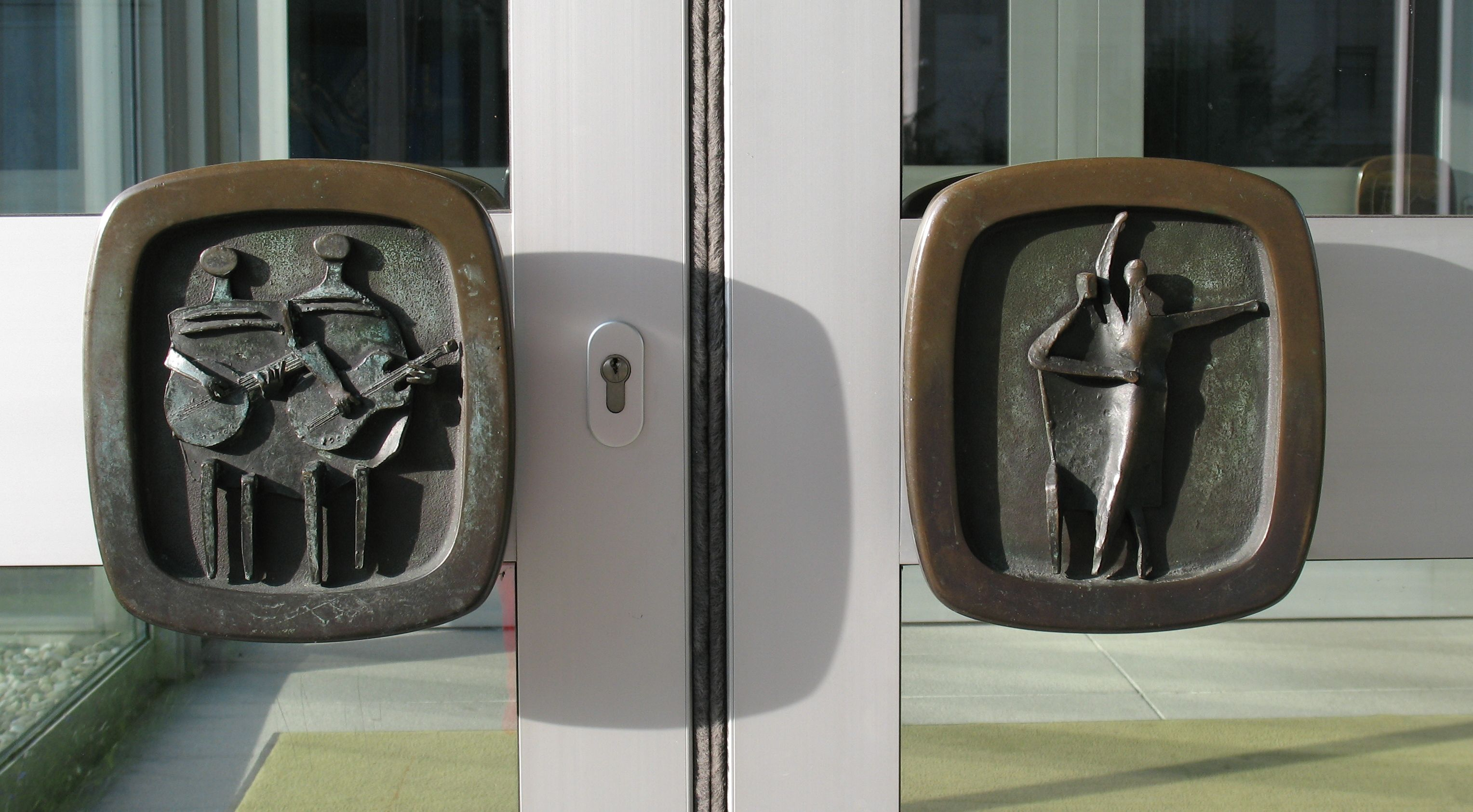
Türgriffe an den Eingangstüren zum Hofgarten, Immenstadt

## Biographie

### Privater Werdegang
Theo Bechteler wurde als jüngster Sohn von Theodor Bechteler (* 1861, † 1911) und von acht Geschwistern im Allgäu geboren. Neben ihm schlug auch der ältere Bruder Eduard Bechteler (* 1890 in München, † 1983 in Mindelheim) eine künstlerische Laufbahn ein. 1932 heiratete Theo Bechteler Elfriede Kristeleit aus Königsberg, mit der er vier Kinder hatte. Zu erwähnen sind seine Tochter Else Bechteler-Moses (* 1933 in Berlin, † 2023, Malerin und Teppichkünstlerin) und sein Sohn Christoph Bechteler (* 1935 in Berlin, Metallplastiker). Im selben Jahr zog er nach Berlin-Gatow in die Künstlersiedlung Habichtswald, wo er bis Kriegsende 1945 lebte. Nach einem weiteren Umzug, zurück in seine Heimatstadt Immenstadt und mehrjährigem Aufenthalt kam dann 1955 der letzte Wohnortwechsel, bedingt durch seine häufige Anwesenheit dort, endgültig nach Augsburg; dort lebte Bechteler im Stadtteil Hochzoll bis zu seinem Tod 1993.

### Beruflicher Werdegang
Nach Abschluss der Schulzeit in Immenstadt absolvierte er von 1920 bis 1922 eine Holzschnitzerlehre in Oberammergau und studierte von 1926 bis 1934 Bildhauerei an den Vereinigten Staatsschulen für freie und angewandte Kunst in Berlin-Charlottenburg. Während der Studienzeit bekam Bechteler um 1929 einen Stipendienaufenthalt von einem Vierteljahr in Paris. Nach seinen Berufsjahren in Berlin und Immenstadt wurde er 1955 nach Augsburg berufen, dort erfolgte der Einstieg in den Sektor Kunst am Bau. Es folgten etwa im Jahresabstand Aufträge der Stadt Augsburg bzw. des Landesbauamtes Augsburg. Ferner kamen noch Aufträge der Katholischen Kirche und von privater Seite hinzu.

## Arbeiten während des Nationalsozialismus
Mit seinen Arbeiten (nur wenige sind aus dieser Zeit erhalten, z. B. ein schreitendes Liebespaar) zog sich Bechteler, Anfang der 1930er-Jahre ein aufstrebender Künstler, die Feindschaft der Nationalsozialisten auf sich. Es folgte ein faktisches Ausstellungsverbot, mit wenigen Ausnahmen, bis Kriegsende. Während dieser Zeit verdingte er sich als Handwerker.

## Werke
Bechteler hat in Immenstadt und in Augsburg große Arbeiten in und an Gebäuden geschaffen
- Arbeiten in Immenstadt
  - Muschelkalkplastik an der Südwand der Staatl. Berufsschule
  - Figur Der Fischer in der Hofgartenanlage (1961)
  - Tanzfiguration in der Hofgartenanlage (1970)
- Arbeiten in Augsburg
  - Franziskusbrunnen aus Marmor (1951)
  - Steinrelief St. Florian im Apothekergäßchen (1952)
  - Steinrelief Schülerinnen an der Haushaltsschule am Predigerberg (1962)
  - Bronzebrunnen auf dem Bahnhofsvorplatz (1986/ 87, zusammen mit seinem Sohn Christoph Bechteler)
  - Justitia im Landgericht
  - Innenhof des St.-Anna-Gymnasiums
- Weitere Arbeiten
  - Holzreliefs zum Landleben in der Heinrich-Mann-Allee in Potsdam
  - Wappen am Landratsamt in Sonthofen

## Auszeichnungen

Schild Theo-Bechteler-Straße in Immenstadt

- Kunstpreis der Stadt Kempten (Allgäu) (1956)
- Preisträger der Villa Romana (Florenz, 1959)[1]
- Förderpreis der Stadt Augsburg (1963)
- Kunstpreis der Diözese Augsburg (1969, zusammen mit seinem Sohn Christoph Bechteler und seiner Tochter Else Bechteler-Moses)
- Bürgerpreis der Stadt Kempten (1972)[2]
- Einladung als Ehrengast der Villa Massimo in Rom (1974)

Die Stadt Immenstadt ehrte ihn 2007 mit der Benennung der Theo-Bechteler-Straße

## Weitere künstlerische Tätigkeiten
Bechteler wurde 1958 Mitglied des Deutschen Künstlerbundes, an dessen großen Jahresausstellungen er sich zwischen 1956 (in den Ausstellungshallen des Düsseldorfer Ehrenhofes) und 1990 (in der Berliner Akademie der Künste) insgesamt 25 mal beteiligte. 1962 wurde er Mitglied der Neuen Sezession in Darmstadt. Ferner bestand Mitte der 60er Jahre auch eine Mitgliedschaft in der Neuen Gruppe München. An der Großen Kunstausstellung 1963 im Münchner Haus der Kunst nahm er zusammen mit seiner Tochter Else teil.
Durch sein Engagement wurde 1963 der Kunstverein Augsburg, welcher seit 1944 nicht mehr bestand, neu gegründet.

## Nachlass
Ein Teil seines schriftlichen Nachlasses liegt im Deutschen Kunstarchiv im Germanischen Nationalmuseum in Nürnberg.